# Lista do Patrimônio Mundial na Maurícia
A Organização das Nações Unidas para a Educação, a Ciência e a Cultura (UNESCO) propôs um plano de proteção aos bens culturais do mundo, através do Comité sobre a Proteção do Património Mundial Cultural e Natural, aprovado em 1972. Esta é uma lista do Patrimônio Mundial existente na Maurícia, especificamente classificada pela UNESCO e elaborada de acordo com dez principais critérios cujos pontos são julgados por especialistas na área. A Maurícia, um arquipélago soberano da África Oriental cujo patrimônio histórico colonial testemunha a adaptação da cultura europeia aos aspectos locais, ratificou a convenção em 19 de setembro de 1995, tornando seus locais históricos elegíveis para inclusão na lista.
Aapravasi Ghat, que abriga um relevante patrimônio cultural da colonização africana, foi o primeiro sítio da Maurícia inscrito na Lista do Patrimônio Mundial por ocasião da 30.ª Sessão do Comité do Patrimônio Mundial, realizada em Vilnius (Lituânia) em 2006. Desde a mais recente inclusão, a Maurícia totaliza 2 sítios inscritos como Patrimônio Mundial da UNESCO, sendo ambos os locais de classificação Cultural. 

## Bens culturais e naturais
A Maurícia conta atualmente com os seguintes lugares declarados como Patrimônio da Humanidade pela UNESCO:
| | Aapravasi Ghat |
| Bem cultural inscrito em 2006. |                |
| Localização: Porto Luís |                |
| Este sítio de 1.640 m², localizado no distrito de Porto Luís, é onde se iniciou a diáspora moderna dos "trabalhadores contratados". Em 1834, o governo britânico escolheu a Ilha da Maurícia para aplicar pela primeira vez o que chamou de "o grande experimento", ou seja, o uso de trabalhadores livres ao invés de escravos. Entre 1834 e 1920, chegaram da Índia quase meio milhão de "trabalhadores contratados" a Aapravasi Ghat para trabalhar nas plantações de cana-de-açúcar da Maurícia ou serem transferidos para a Ilha da Reunião, Austrália, África Meridional ou Oriental e o Caribe. Os edifícios de Aapravasi Ghat são um dos primeiros expoentes materiais do que chegou a converter-se em um sistema econômico de proporção internacional, responsável por um dos maiores movimentos migratórios da história da humanidade. (UNESCO/BPI) |                |

| | Paisagem Cultural de Le Morne |
| Bem cultural inscrito em 2008. |                               |
| Localização: Black River |                               |
| A montanha acidentada de Le Morne, que avança sobre o Oceano Índico no sudoeste da ilha da Maurícia, foi o refúgio de escravos cimarrones no século XVIII e nos primeiros anos do século XIX. Protegidos pelo relevo isolado, arborizado e quase inacessível das montanhas, os escravos fugitivos se agruparam em pequenos povoados sobre as grutas e acima deste promontório. A tradição oral dos cimarrones faz desta montanha o símbolo dos sofrimentos e sacrifícios dos escravos e de sua luta pela liberdade. Transcendendo os confins da Maurícia, essa tradição teve ressonância nos continentes e países de onde procediam os escravos: África, Madagáscar, Índia e Sudeste Asiático. Importante escala do comércio oriental de escravos, a ilha da Maurícia chegou a ser conhecida com o nome de "República dos Cimarrones", devido ao importante número de escravos fugitivos que se instalaram no Le Morne. (UNESCO/BPI) |                               |

## Lista Indicativa
Em adição aos sítios inscritos na Lista do Patrimônio Mundial, os Estados-membros podem manter uma lista de sítios que pretendam nomear para a Lista de Patrimônio Mundial, sendo somente aceitas as candidaturas de locais que já constarem desta lista. Desde 2006, a Maurícia conta com 1 local na sua Lista Indicativa.
| Sítio                                  | Imagem | Local       | Ano  | Dados UNESCO          | Descrição |
| -------------------------------------- | ------ | ----------- | ---- | --------------------- | --- |
| Parque Nacional Gargantas do Rio Negro |        | Black River | 2006 | Natural: (vii)(ix)(x) | Localizado na cordilheira de florestas subtropicais no sudoeste da Maurícia, o Parque Nacional Gargantas do Rio Negro (BRGNP) representa um alto valor ecológico por ser o habitat primário para a maioria das aves endêmicas ameaçadas do arquipélago e de plantas endêmicas mais raras. O estabelecimento da área do parque nacional é resultado de um movimento ecológico vital à proteção de seu ecossistema único e rico e, portanto, é certamente um importante patrimônio a ser preservado para as gerações futuras. |